# Церковь Доминус Флевит
Dominus Flevit — римско-католический храм, принадлежащий Францисканскому ордену. Расположен на склоне Масличной горы, напротив золотого Купола Скалы.

## История
Капелла выстроена в форме капли, точнее, слезинки, что отнюдь не случайно. В Евангелии От Луки 19:42-44 сказано: «И приблизился Он, и увидел город, и оплакивал его и сказал: Вот, грядут дни, и обложат тебя враги твои со всех сторон, и будут притеснять тебя. И разрушат тебя до основания, и побьют всех сынов твоих, что в пределах твоих, и не оставят от тебя камня на камне».
Согласно Евангелию, Иисус, глядя на Иерусалим с Масличной горы, предсказал и оплакивал его судьбу (город и Храм действительно были разрушены до основания спустя 37 лет — в 70 г. н. э.).
В 1953-1955 гг. (когда территория Масличной горы находилась под контролем Иордании), на этом месте под эгидой Францисканского ордена были проведены раскопки, обнаружившие пещеры с захоронениями разных эпох и руины византийского монастыря V века, а рядом развалины византийской же церкви Святой Анны. Когда и при каких обстоятельствах византийские церковь и монастырь были разрушены, неизвестно. Крестоносцы не сочли нужным строить на месте этих руин какую-либо церковь, и место оставалось пустырем вплоть до конца XIX века, когда францисканцам удалось выкупить участок у оттоманских властей, и они в 1891 году выстроили здесь небольшую капеллу, посвященную упомянутому Евангельскому сюжету оплакивания судьбы Иерусалимского Храма. В 1950 г. францисканцы, параллельно проводимым ими раскопкам, поручили доктору Антонио Барлуцци выстроить новый церковный комплекс. Строительство было завершено в 1953 г., а официальное открытие церкви состоялось в 1955 г.

## Архитектура
Как все творения Барлуцци, эта церковь имеет ряд особенностей, продиктованных Евангельским текстом, которому посвящена.
Во-первых, это самого форма здания: как сказано выше, она напоминает каплю, или слезу. Во-вторых, в отличие от огромного большинства церковных зданий, ориентированных на восток (то есть, алтарь которых расположен у восточной стены), здесь алтарь (и, соответственно, лица молящихся) обращены на запад — ведь Иисус глядел на Храм с востока, соответственно, его лицо было обращено к западу. Значимо и решение интерьера здания: в орнамент витражного окна, сквозь которое открывается вид на Храмовую гору, вплетены крест, чаша и терновый венец — понятные и интуитивно объяснимые символы, учитывая, что Масличная гора была местом ареста Иисуса. Менее понятно присутствие в этом орнаменте курицы, собравшей вокруг себя цыплят. Но этому тут же дано объяснение (на латыни): "Сколько раз желал Я собрать сынов твоих как наседка собирает цыплят своих под крылья свои"… От Матвея 23:37. А напротив, на восточной стене, изображены сцены разрушения Иерусалима римскими воинами.

## Некрополь
Раскопанные во дворе церкви погребения представляют разные эпохи — от Поздней бронзы (4-5 тысячелетия до н. э.), через эпохи Первого Храма (X—VI в.в. до н. э.) и Второго Храма до эпохи Раннего христианства (II—V в.в. н. э.).
На 122 найденных здесь саркофагах и оссиариах (ящиках для погребения костей) обнаружены надписи на древнееврейском, арамейском и греческом языках. Некоторые оссиарии, на которых выбиты еврейские имена, снабжены крестами. Возможно, это захоронения иудеохристиан, то есть представителей раннехристианской общины (I век н. э.), существовавшей в Святой Земле до оформления христианства в как отдельной от иудаизма религии.